# Algis Jankauskas
Algis Jankauskas (* 27. září 1982 Vilnius, Litevská SSR, Sovětský svaz) je litevský fotbalový obránce a reprezentant, od roku 2016 hráč klubu FK Sūduva Marijampolė. Hraje na postu stopera (středního obránce). Prošel angažmá v Litvě a Rusku.

## Klubová kariéra
- Polonija Vilnius 2000
- Žalgiris Vilnius 2003–2004
- FK Amkar Perm 2004–2005
- FK Vėtra 2006–2010
- Žalgiris Vilnius 2010–2015
- FK Sūduva Marijampolė 2016–2020
- FA Šiauliai 2022

## Reprezentační kariéra
V A-mužstvu Litvy debutoval 31. 5. 2008 na turnaji Baltic Cup v lotyšském městě Jūrmala proti reprezentaci Estonska (výhra 1:0).